# ¡Qué locura!
¡Qué locura! fue un programa de televisión colombiana de comedia y humor, producido y transmitido por la cadena Caracol Televisión. Se caracterizaba principalmente por su formato para realizar bromas pesadas con cámaras escondidas a diferentes artistas internacionales, además de presentar sketches humorísticos.
El programa se estrenó el 14 de septiembre de 2001, y era conducido originalmente por el humorista colombiano Ernesto Cortéz y posteriormente por el comediante colombiano Moncho Martínez. Era transmitido los martes y luego los miércoles a las 08:00 pm. Desde 2010, fue transmitido los domingos a las 10:00 pm (hora de Colombia), hasta 2014, cuando culminó su transmisión de forma definitiva.
En 2018, Moncho Martínez, actor que interpretó varios personajes en el espectáculo, decidió revivirlo como una obra de teatro, con presentaciones iniciales en la norteña ciudad colombiana de Barranquilla.

## Formato
¡Qué Locura! fue un programa que tuvo principalmente como origen conceptual, las bromas con cámaras indiscretas, en las cuales se registran escenas reales y espontáneas en vista que la persona no sabe que está siendo grabada. El programa también contó con varios sketches humorísticos, como Cocinando con Ermo, entre otros.

## Información del show
El programa, el cual fue emitido por primera vez el 14 de septiembre de 2001, es producido por la televisora Caracol Televisión y dirigido por Hugo Carregal, y cuenta desde su principio hasta el 2007 con alrededor de 150 episodios.
¡Qué Locura! empezó siendo a ser un éxito en Estados Unidos desde que se empezó a emitir por Univision, y luego Telefutura, así como también en diversos países de América del Sur.
El programa fue conducido hasta el año 2008 por el comediante Ernesto Cortéz, el cual es muy conocido por los espectadores por sus actuaciones en el programa colombiano de chistes Bienvenidos, en especial recordado por su personaje principal "Enrico". La conducción paso entonces a realizarlo el productor colombiano Moncho Martínez, conocido como El Abusadorcito y frases como Malvavisco Asado.

## Bromas
Entre algunas de las bromas del programa, hay una donde alguna celebridad está siendo  llevada en un vehículo hacia el estacionamiento de Venevisión, pensando que va a ser parte del programa La guerra de los sexos, entonces, un «guardia de seguridad» los detiene para una requisa y les hace saber que no pueden ingresar si no le llega un memorándum de ingreso. Este popular guardia es llamado hoy en día El Inspector Rodríguez.
Otras bromas incluyen a un aparentemente discapacitado saltando sobre las celebridades, distorsionando música durante una presentación de cantantes como Olga Tañón, Tito el Bambino, Lito y Polaco, Vico C, Jencarlos Canela, entre otros.
También existes otras bromas más pesadas como la de un hombre ahorcado, Albóndiga y Spaghetty, una novia fantasma, una niña fantasma, estas generalmente hechas con motivos de Halloween.

## Personajes ySketches

### Personajes interpretados y creados por Moncho Martínez
- Inspector Rodríguez, jefe de seguridad del canal Caracol Televisión.
- «Cocinando con Ermo», programa de cocina encabezado por Ermo, quien es un chef nacido en Barranquilla, el cual se avergüenza de sus orígenes y quiere hacer creer a todos que nació en Francia. Su nombre real es Ermócrates de Jesús.
- «Albondiga y Spaghetty», show ficticio para niños, en donde detrás de cámaras, el payaso Albondiga, oriundo de Barranquilla, ingiere bebidas alcohólicas, fuma cigarrillos, trata mal a los niños, llega con prostitutas al programa, haciendo que el invitado (víctima de la broma), pase un mal rato.
- «El Show del Pecas y Compotas», pareja de entrevistadores con problemas de celos, los cuales involucran al entrevistado.
- El Psíquico Ricardo, psíquico nacido en Barranquilla, el cual entrevista a artistas, mientras que al mismo tiempo, adivina el pasado y futuro de las víctimas en su programa ficticio.
- Leonel Ventura, artista puertorriqueño, autor de las canciones Con la Salchicha Adentro y El baile del machete. Fue invitado a un programa ficticio llamado «Ayudando a la familia» junto a la Dra. Machado.
- El Pintor Malandro, pintor bogotano de Caracol Televisión, quien abusa de la confianza de trabajadores y artistas en los pasillos del canal.
- Ruperto, un fanático con aparente discapacidad mental, quien de forma brusca, busca incomodar a diferentes artistas en una entrevista ficticia.
- Roberto Carrero, falso entrevistador laboral mexicano que le hace preguntas indiscretas a los invitados.
- Manuel Morejón, operador de un banco oriundo de Barranquilla.
- El Pibe, entrevistador argentino.
- No Griten que es Peor.
- Melquiades, personaje oriundo del llano de Colombia.
- Arquímedes, un falso cosmetólogo oriundo de la Santa Marta, quien en realidad es un pescador, el cual es invitado a un programa ficticio llamado «El show de Luisa».
- Carlitos Dugarte el 13,080, conductor de un programa ficticio llamado «Te voy a sorprender». Famoso por la frase «Esto es tremendo lío».
- John Miller, un funcionario de la Embajada de Estados Unidos en Colombia, en «La Visa Loca».

### Otros sketches y bromas
- El gimnasio loco
- La noticia loca
- Mi pequeño gran amor (donde se popularizó la frase de Máximo Díaz Pérez ¡Pedro, lleva a Bonito a tomar agua y que lo bañen por favor!)
- El remolque loco
- El refresco loco
- Los tiros locos
- Secuestro express
- El duende loco
- El puente loco
- Los perros fantasmas
- El tuerto Pérez
- El ahorcado del sótano
- El arresto loco
- ¡Qué locura de videoclip!
- El bikini loco
- El babydoll loco
- La cama loca
- Los celos locos
- El taxi loco
- La moto loca
- El reloj loco
- El casting loco
- El latero loco
- El loco viejo verde
- El chofer maracucho
- El cleptómano loco
- Los técnicos locos
- El muñeco loco
- Dame tu pin
- Los polilocos
- El queso loco

- Crónicas del más allá
- Aló, Hermano Silvio
- ¡Qué Mujeres, y algo más!
- La noche mata con Carlos Mata
- Ni Sí, ni No y el Bombero Mojón
- Yo fui mister, yo fui miss
- Cita con las estrellas (El Cachón)
- Osman Aray, un amigo como yo no hay
- Confesiones
- Los comediantes
- La subasta del amor (sketch donde se simula un programa con fines benéficos donde los artistas acuden a donar prendas para ponerlos en subasta por teléfono, mientras esperan el inicio de la grabación conversan con un señor en el camerino que resulta estar muerto)
- Conversando con Alejandro
- El rincón de Caterina
- Cortando fuego con Carlos Omobono (de donde proviene el lema: ¡Un programa Candente para Mi Gente!)
- Sergio de noche (en donde antes de iniciar el programa, el periodista de Caracol Televisión, supuestamente reporta un terremoto hacia Santa Marta, y durante el programa, toda la luminotecnia y la escenografía es derrumbada por un aparatito que simula un terremoto. La sección, en realidad, se llama El terremoto loco).
- Varón
- Cortando tela con Antonella
- Más allá del espectáculo
- Un día de fama
- De todo con Somaró
- El Juzgado Loco
- Arriba juventud (El perro loco)
- Retro Locuras

## Elenco
- Moncho Martínez
- Iran Lovera
- Máximo Díaz Pérez Hugo Valentin
- Ernesto Cortéz
- Samir Bazzi (El Mega Animador)
- Osman Aray (Un amigo como yo no hay)
- Guillermo Díaz
- Carlos Prim
- Sandy Izaguirre
- Julio César Istúriz Rocky
- Mirtha Borges (Te voy a sorprender)
- Edgardo Marquez
- Danilo Ramírez
- Edward Galindo
- Néstor Citino Hugo Cerruti Peña
- Rendy Rodríguez
- Yareisy Araguache
- Oliver López
- Douglas Hérnandez
- Norma Delgado, La Dra Machado
- Eddy Montilla (Crónicas del Más Álla)
- Eleidy Aparicio (El Terremoto Loco)
- Sergio Novelli (El Terremoto Loco)
- Alex Goncalves (La cama loca)
- Mariángel Ruiz (Yo fui Mister, yo fui Miss)
- Osmel Sousa (Yo fui Mister, Yo fui miss)
- Mery Cortez (Yo fui Mister, yo fui miss)
- José Luis Useche (El Bombero Mojon)
- Ivette Domínguez (Match 4)
- El Moreno Michael (El precipicio loco)
- Jossue Gil (El precipicio loco)